# コンフュージョン・イズ・セックス
『コンフュージョン・イズ・セックス』（Confusion Is Sex）は、ソニック・ユースが1983年に発表した初めてのフルアルバムである。1995年にはDGCよりEP『キル・ユア・アイドルズ』を併録した形で再発されている。

## 解説
後にノー・ウェイヴといわれた1970年代後半のニューヨーク・アンダーグラウンド・シーンにおける実験的、前衛的なバンド・サウンドを強く反映した作品である。この時代背景についてはS・A・クレーリーのドキュメンタリー映画『キル・ユア・アイドルズ』に詳しい。

## アートワーク
ジャケットに描かれているのはキム・ゴードンによるサーストン・ムーアのスケッチ画である。このジャケットデザインは初期のライブ告知ポスターによく使用された。

## 収録曲
特筆ない限り作曲ソニック・ユース、作詞はボーカル担当者

### オリジナル・レコード
1. (シーズ・イン・ア)バッド・ムード - "(She's in A) Bad Mood" (5:36)
2. プロテクト・ミー・ユー - "Protect Me You" (5:28)
3. フリーザー・バーン/アイ・ウォナ・ビー・ユア・ドッグ - "Freezer Burn/I Wanna Be Your Dog" (3:39)
  - ザ・ストゥージズのカバー。ボーカルはキム・ゴードン
4. シェイキング・ヘル - "Shaking Hell" (4:06)
5. インヒューマン - "Inhuman" (4:06)
6. ザ・ワールド・ルックス・レッド - "World Looks Red" (2:43)
  - スワンズのマイケル・ギラによる作詞。ボーカルはサーストン・ムーア
7. コンフュージョン・イズ・ネクスト - "Confusion Is Next" (3:28)
8. メイキング・ザ・ネイチャー・シーン - "Making the Nature Scene" (5:22)
9. リー・イズ・フリー - "Lee Is Free" (3:01)

### 再発売盤
1. (シーズ・イン・ア)バッド・ムード - "(She's in A) Bad Mood" (5:36)
2. プロテクト・ミー・ユー - "Protect Me You" (5:28)
3. フリーザー・バーン/アイ・ウォナ・ビー・ユア・ドッグ - "Freezer Burn/I Wanna Be Your Dog" (3:39)
4. シェイキング・ヘル - "Shaking Hell" (4:06)
5. インヒューマン - "Inhuman" (4:06)
6. ザ・ワールド・ルックス・レッド - "World Looks Red" (2:43)
7. コンフュージョン・イズ・ネクスト - "Confusion Is Next" (3:28)
8. メイキング・ザ・ネイチャー・シーン - "Making the Nature Scene" (5:22)
9. リー・イズ・フリー - "Lee Is Free" (3:01)
10. キル・ユア・アイドルズ - "Kill Yr Idols" (2:51)
11. ブラザー・ジェイムス - "Brother James" (3:17)
12. アーリー・アメリカン - "Early American" (6:07)
13. シェイキング・ヘル (ライヴ) - "Shaking Hell [Live]" (3:15)

## パーソネル
ソニック・ユース
- キム・ゴードン (Kim Gordon) – ボーカル、ベース、ギター
- サーストン・ムーア (Thurston Moore) – ボーカル、ギター、プリペアード・ギター、ベース
- リー・ラナルド (Lee Ranaldo) – ギター、ベース、ツィター (「Inhuman」)
- ジム・スクラヴノス (Jim Sclavunos) – ドラム
- ボブ・バート (Bob Bert) – ドラム (「I Wanna Be Your Dog」「Making the Nature Scene」)